# Nowa Sucha (powiat Sochaczewski)
Nowa Sucha is een dorp in het Poolse woiwodschap Mazovië, in het district Sochaczewski. De plaats maakt deel uit van de gemeente Nowa Sucha.